# Episparis grandis
Episparis grandis är en fjärilsart som beskrevs av Pierre Joseph Pelletier 1982. Episparis grandis ingår i släktet Episparis och familjen nattflyn. Inga underarter finns listade i Catalogue of Life.